# Adams (Nebraska)
Adams je selo u američkoj saveznoj državi Nebraska. Prema popisu stanovništva iz 2010. u njemu je živjelo 573 stanovnika.